# Holger Wehlage
Holger Wehlage (* 3. Juli 1976 in Meppen im Emsland) ist ein ehemaliger deutscher Fußballspieler mit 14 Bundesligaspielen.

## Biografie
Der 1,79 m große Wehlage spielte auf der rechten Seite in der Abwehr oder im Mittelfeld. Er bestritt insgesamt 14 Bundesligaspiele und erzielte dabei ein Tor. Hinzu kommen 118 Spiele in der 2. Bundesliga, in denen er fünf Tore schoss. Im UI-Cup hatte Wehlage einen Einsatz für Werder Bremen. Er begann seine Karriere beim SV Meppen, wo er bis 1998 zunächst in der Jugend, die letzten beiden Jahre in der 2. Bundesliga spielte, sich aber nicht durchsetzen konnte.
1999 wechselte er zum VfB Lübeck in die Regionalliga-Nord und ein Jahr später zum FC St. Pauli, bei dem er in den nächsten beiden Jahren überzeugte und sich ins Blickfeld von größeren Vereinen spielen konnte. Zur Saison 2001/02 wechselte Wehlage zu Werder Bremen. Ein vor dem Wechsel erlittener Schienbeinbruch erschwerte die Eingewöhnung. Zur Rückrunde der Saison 2002/03 wurde Wehlage an den damaligen Zweitligisten Union Berlin ausgeliehen, bei dem er Stammspieler war. Doch auch nach seiner Rückkehr nach Bremen konnte er sich bei Werder nicht durchsetzen. Zu Beginn der Saison 2003/04 stand er kurzzeitig auf dem Sprung in die Anfangself, bestritt anschließend jedoch nur fünf Pflichtspiele für Werder Bremen, in denen er meist erst kurz vor Abpfiff eingewechselt wurde. Als Ersatzspieler wurde er in dieser Saison mit Werder Bremen Deutscher Meister und DFB-Pokalsieger. Im Jahr 2004 wechselte Wehlage erneut in die 2. Liga, diesmal zum MSV Duisburg, wo er in der Hinrunde Stammspieler war, in der Rückrunde jedoch über den Status des Einwechselspielers kaum hinauskam.
Zur Saison 2005/06 wechselte Wehlage in die Regionalliga-Nord zum Zweitligaabsteiger Rot-Weiss Essen, mit dem er 2006 den direkten Wiederaufstieg schaffte. Im Mai 2007 unterschrieb er für zwei Jahre beim Zweitligaabsteiger Eintracht Braunschweig. Nach einem Schien- und Wadenbeinbruch konnte er sich nicht mehr für die erste Mannschaft des Drittligisten empfehlen und spielte nach der Winterpause 2008/09 bis zum Auslaufen des Vertrages in der zweiten Mannschaft des Vereins. Im Oktober 2009 wechselte er zum Fußball-Oberligisten BSV Ölper 2000. Seit November 2009 fungierte er als Spielertrainer der 1. Mannschaft des BSV. 2010/11 wechselte er als Trainer/Spielertrainer zum niedersächsischen Bezirksligisten SSV Didderse.
Seit 2010 betreibt Wehlage in Braunschweig zusammen mit Ex-Profi Marco Dehne eine Fußballschule für Kinder.